# Дмитрий Лукашенко
Дми́трий Алекса́ндрович Лукаше́нко е вторият син на президента на Беларус Александър Григориевич Лукашенко.
Заема поста председател на централния съвет на беларуското републиканско държавно-обществено обединение „Президентски спортен клуб“, също така е член на Националния олимпийски комитет на Република Беларус.

## Биография
Роден е на 23 март 1980 г. Завършва факултета по международни отношения на Беларуския държавен университет. Защитава диплома на тема: „Представянето на беларуските спортисти на международната арена“.
След това служи в едно от елитните, но строго секретни погранични подразделения по борбата с контрабандата и нелегалната миграция. Има звание капитан.
От 2005 е Председател на централния съвет на републиканското държавно-обществено обединение „Президентски спортен клуб“. На 6 юли 2006 г. е избран за член на Националния олимпийски комитет на Беларус.
От 11 декември 2006 г. е член на организационния комитет по подготовката и обезпечаването на участието на беларуските спортисти в XXIX летни Олимпийски игри и XIII Параолимпийски игри 2008 г. в град Пекин, Китайска Народна Република.

## Награди
- Медал „80 години погранични войски“
- Медал „За отличие в отбраната на държавната граница“
- Знаци „Отличник на пограничната войска“ I и II степен